# Ida Dalser
Ida Irene Dalser (Sopramonte, 20 agosto 1880 – Venezia, 3 dicembre 1937) fu la prima moglie, ufficialmente sposata in chiesa, di Benito Mussolini, dal quale ebbe un figlio, Benito Albino.

## Biografia
Nata vicino a Trento, facente allora parte della Contea del Tirolo nell'Impero austro-ungarico, era figlia di Albino Dalser di Sopramonte. La giovane Dalser si diplomò a Parigi come estetista, per poi trasferirsi a Milano nel 1913 e aprire un salone di bellezza sul modello francese, denominato Salone orientale di igiene e bellezza Mademoiselle Ida.
Intraprese quindi una relazione sentimentale con Giuseppe Brambilla, che era amministratore delegato della Carlo Erba, il quale le promise il matrimonio, ma, quando la relazione naufragò, lei lo denunciò il 2 maggio 1914, chiedendo un risarcimento di 100.000 lire. La sua istanza fu respinta.

### L'incontro con Mussolini

La Dalser ai tempi del "Salone"

Al contempo intraprese una relazione con Mussolini, che aveva già conosciuto nel 1909 a Trento quando era giornalista del locale periodico socialista diretto da Cesare Battisti e che sposerà con rito religioso presso la chiesa del Sacro Cuore di Gesù a Sopramonte nel 1914. Tuttavia Mussolini già conosceva ed aveva una relazione con Rachele Guidi, da cui aveva avuto la figlia Edda, che sposerà con rito solo civile presso l'ospedale di Treviglio il 16 dicembre 1915 (prima di partire per la guerra) e poi con rito religioso e privato a Milano il 28 dicembre 1925.
Nel 1915 Ida Dalser comunicò a Mussolini di aspettare un figlio: Benito Albino nacque l'11 novembre 1915 e fu riconosciuto dal padre l'11 gennaio 1916, assumendone quindi il cognome. Ormai unito a Rachele Guidi, Mussolini venne obbligato alla tutela del figlio e a versare un assegno mensile di 200 lire, cosa che non fece mai, benché la Dalser avesse finanziato l'attività politica e il quotidiano Il Popolo d'Italia di Mussolini, mettendo in vendita i locali del suo salone di bellezza. 

Mussolini convalescente all'ospedale militare nel 1917

Nel 1917, mentre Mussolini si trovava ricoverato in ospedale a Milano in seguito a ferite riportate durante un'esercitazione, fu raggiunto nuovamente dalla Dalser, che fu aggredita da Rachele, che le urlò di essere lei la vera signora Mussolini. Le due donne finirono per azzuffarsi davanti a Mussolini, che giaceva nel letto impossibilitato a muoversi. Nel 1918 Dalser scrisse al direttore del Corriere della Sera che Mussolini voleva disfarsi di lei al fine di non rendere palesi «le sue comunicazioni e l’oro illecito avuto dai traditori per fondare quel losco e nefasto giornale» , dato che il salone non le apparteneva. 

A seguito delle nuove intemperanze, la Dalser fu costretta ad abbandonare Milano; il decreto prefettizio sostenne in motivazione che Dalser provocava: 
(Dal decreto prefettizio)
La Dalser fece ritorno a Milano dopo la fine della guerra e si rese protagonista di tentativi di irruzione nella sede del Popolo d'Italia, in cui lavorava Mussolini, come ricordato all'epoca da Nicola Bonservizi e Cesare Rossi. Nel dicembre del 1919 si trasferì a Sopramonte insieme con le sorelle e cominciò a dedicarsi esclusivamente al piccolo Benito Albino. Nel 1921 la sorella Adele si sposò con Riccardo Paicher, il quale, trasferitosi a Trento con la moglie, assunse in breve anche la tutela legale del figlio di Ida, che così assunse il nuovo cognome di Paicher.

### Il ritiro a Sopramonte

Ida Dalser e Benito Albino

Dopo la Marcia su Roma, Mussolini, ormai arrivato al potere, fece scattare nei confronti di Ida misure restrittive per impedirle di abbandonare Trento. Il 19 gennaio 1925 Mussolini depositò presso la Cassa di Risparmio di Trento la somma di 100.000 lire a favore di Benito Albino, il quale avrebbe potuto entrarne in possesso solo al compimento della maggior età.
La Dalser, nel frattempo, non si era rassegnata al ruolo di ex moglie e pretendeva di essere riconosciuta come tale, in quanto prima consorte di Mussolini: tra il 1924-1925, elusa la sorveglianza dei parenti, salì su un treno per precipitarsi a Roma e chiedere udienza a Mussolini, ma fu fermata all'ingresso di Palazzo Venezia.
Nel frattempo Riccardo Paicher, che mal tollerava le intemperanze della cognata Ida, scriveva sempre più spesso lettere ad Arnaldo Mussolini lamentando la situazione:
(Dalla lettera di Riccardo Paicher ad Arnaldo Mussolini del 13 giugno 1925)
La censura occultò l'intera vicenda, quando il foglio clandestino Non mollare rivelò il contenuto di una dichiarazione giurata della Dalser, depositata presso un notaio torinese, in cui tra l'altro si dava notizia dell'esistenza del figlio.

### L'internamento in manicomio
Dopo una nuova intemperanza a Trento, questa volta rivolta contro il ministro della pubblica Istruzione Pietro Fedele, fu immobilizzata e portata in questura dalla polizia. Ne fu ordinato l'internamento nel manicomio di Pergine Valsugana e in seguito in quello di San Clemente a Venezia. Il 25 giugno 1925 il piccolo Benito Albino fu destinato a un nuovo tutore nella figura del sindaco di Sopramonte Giulio Bernardi. Quando il nuovo tutore si recò a prelevare il bambino accompagnato dalle forze dell'ordine, i Paicher si opposero e il bambino diede in escandescenze, tanto che si ricorse a un fazzoletto imbevuto di etere per stordirlo.
Nel 1934, Ida Dalser ritornata a Pergine Valsugana per il Natale, vi rimase fino al luglio del 1935, quando fuggì, riuscendo a raggiungere Sopramonte. Ritrovata, fu trasferita definitivamente al manicomio psichiatrico di San Clemente a Venezia, dove morì un paio di anni dopo per emorragia cerebrale; parte degli studiosi della vicenda hanno definito la sua scomparsa "un delitto di regime". Resta ignoto dove sia stata sepolta.

## Ricostruzioni nei media di massa
- Alla vicenda di Ida Dalser è stato dedicato un documentario dal titolo Il segreto di Mussolini, realizzato da due autori italo-americani, Fabrizio Laurenti e Gianfranco Norelli, in coproduzione con La grande storia di Rai 3, trasmesso il 14 gennaio 2005. La Provincia autonoma di Trento ha dato un contributo alla produzione. La vicenda cui è ispirato il documentario è venuta alla luce grazie alle ricerche di un giornalista di Trento, Marco Zeni, che ha ricostruito la vicenda della Dalser già nel 2000 nel libro L'ultimo filò e successivamente nel libro La moglie di Mussolini.
- Nel 2009 è uscito il film Vincere di Marco Bellocchio, dove l'attrice Giovanna Mezzogiorno interpreta Ida Dalser, mentre l'attore Filippo Timi è sia Benito Mussolini sia il figlio Benito Albino da adulto[15].
- Il 3 luglio 2009 è andata in onda una puntata apposita nella trasmissione Enigma di Corrado Augias.
- Nel 2008 la Compagnia Stabile del Teatro del Torrino di Roma ha realizzato uno spettacolo teatrale su questa vicenda, intitolato Il segreto, scritto e diretto da Luca Pizzurro.
- Il 24 gennaio 2025 compare nella quinta puntata della miniserie televisiva M - Il figlio del secolo.